# Transició energètica
La transició energètica és canvi a una economia sostenible mitjançant l'energia renovable, l'eficiència energètica i el desenvolupament sostenible, amb l'objectiu final d'abolir els combustibles fòssils, l'energia nuclear i altres recursos naturals no renovables o injustos ambiental o socialment.
A la Unió Europea es desenvolupen diversos projectes amb el suport de programes europeus, principalment dels Thermie, d'energia solar, i Altener. Alguns d'aquest projectes són, per exemple, dins de Thermie; el projecte Sunergie, que potencia la garantia de resultats solars a les instal·lacions solars col·lectives; el Solmi, que amplia aquesta garantia a les instal·lacions solars domèstiques o individuals, incloent escalfadors solars, edificis bioclimàtics i sistemes de calefacció per terra radiant, entre d'altres; o els projectes 3 PV i 3 PV2, que fan arribar l'electricitat a partir d'energia solar fotovoltaica a més de cent nuclis aïllats dels Pirineus. Dins de l'Altener es pot destacar el programa Resole de creació d'una ruta turística que uneix centres de demostració per a millorar la difusió de les energies renovables a Catalunya i al sud de França. O l'exitós programa Viasol per a implantar sistemes solars de producció d'aigua calenta sanitària, per exemple per a rentar tovalloles, al sector turístic.
En 2006 Greenpeace va presentar un informe en el qual sosté que la utilització d'energies renovables per produir el 100% de l'energia és tècnicament viable i econòmicament assumible, per la qual cosa, segons l'organització ecologista, l'únic que falta perquè a Espanya es deixin de banda les altres fonts d'energia és voluntat política. Per aconseguir-ho, són necessaris dos desenvolupaments paral·lels: de les energies renovables i de l'eficiència energètica (eliminació del consum "superflu").
D'altra banda, un 64% dels directius de les principals utilities consideren que a l'horitzó de 2018 existiran tecnologies netes, assequibles i renovables de generació local, el que obligarà a les grans corporacions del sector a un canvi de mentalitat.

## Objectius energètics d'emissions pel 2030 a Catalunya
Segons està fixat a la Llei 16/2017 del canvi climàtic, aprovat pel Parlament de Catalunya i el Pacte Nacional per la Transició Energètica (PNTE), alguns dels objectius energètics i d'emissions per Catalunya són: 
- La reducció d'emissions de gasos d'efecte hivernacle (CO₂) a partir dels valors del 1990, al 40% el 2030, el 65% el 2040 i el 100% el 2050, indicació de la Llei del Canvi Climàtic.
- El tancament de les centrals nuclears l'any 2027.
- Assolir el 27% del consum d'energia final amb renovables l'any 2030.
- Aconseguir el 50% del sistema elèctric d'origen renovable el 2030.
- Assolir que el 30% dels vehicles nous siguin elèctrics l'any 2025.
- Activar el paper del consumidor en la transició energètica per aconseguir participar dels diferents mercats energètics per arribar a la fita de fer créixer la competència i reduir els costos energètics.

Catalunya el 2018 tenia una dependència d'importació d'energia primària fòssil del 66% i nuclear del 26%, això significa que la dependència nuclear és molt alta, amb més d'un 50%.
El sector elèctric representava el 2018 menys d'un 33% total d'energia final, això provoca la priorització per entrar en sectors no elèctrics en una doble direcció, millorar l'eficàcia i canviar la tecnologia energètica des del combustible a l'electricitat, això provocarà economitzar l'entrada de les energies renovables.
La climatització al sector residencial com el terciari tenen un fort impacte en el consum d'energia. Millores en l'aïllament de façanes per exemple o el canvi de tecnologia cap a sistemes d'aerotèrmics, bombes de calor i control de temperatura dinàmic, l'ús de combustibles renovables com la biomassa.
La calor industrial provocada per processos com la indústria del paper, cimentera, vidre o ceràmica, tots ells grans emissors de CO₂, caldria formular un canvi de tecnologia i de combustible cap a la descarbonització.
Un dels grans responsables de les emissions de CO₂ i d'altres partícules tòxiques són els transports de persones i mercaderies, la descarbonització té dos objectius, l'ambiental i el de la salut. Avançar cap a la reducció de trajectes i sistemes intermodals (transport públic i mobilitat elèctrica), promocionar la bicicleta i els trajectes a peu, seria l'objectiu del transport de persones, per les mercaderies, electrificar els corredors que van direcció a Europa i cap als ports francs. El transport pesat podria fer el canvi cap al gas natural com a tecnologia de transició. El transport lleuger, com els lliuraments de mercaderies a les ciutats, podria ser electrificar les flotes de distribució, finançant les infraestructures de recàrrega.